# Joan Baptista Burguet i Codonyer
Joan Baptista Burguet i Codonyer (València, 1833 - València, 1904) fou un autor literari valencià, especialment conegut per les seues obres teatrals, inscrites dins el gènere popular del sainet valencià del segle xix.

## Biografia
Va nàixer al si d'una família de llauradors de l'horta del Safranar, en l'alqueria que àdhuc hui és coneguda com a Alqueria de Burguet. La principal font de què disposem per completar la seua biografia és el llibre de Constantí Llombart "Los fills de la morta-viva". S'hi pot llegir que estudià les primeres lletres en l'escola del Convent de Jesús i que després passà a les Escoles Pies. Completà la formació amb uns pocs estudis de comptabilitat i a l'edat de dotze anys, i per motius familiars, es posà a treballar en les feines del camp. Fins als trenta anys treballà com a llaurador i a eixa edat entrà com a apuntador a la companyia teatral de Ramon Plumer i Enric Escrig. Més endavant, les obligacions familiars l'obligaren a fer-se de bell nou càrrec de les feines agrícoles.
Políticament progressista, simpatitzà amb les idees del republicanisme federal i va resultar elegit regidor de l'Ajuntament Popular de València en les eleccions municipals subsegüents a la revolució anomenada Gloriosa (1868). Desenganyat, però, de la vida política, redactà en vers la seua renúncia al càrrec i la llegí en veu alta, l'any 1869, davant les autoritats presents. Més tard, resultà elet de la Junta del Quartell de Patraix, a la qual dedica la seua primera obra "Propietaris i colonos" i en la qual va permanéixer com a mínim fins al 1879.
A l'horta i barri del Safranar de València circulen encara anècdotes al voltant de l'anomenat Tio Burguet. Sol destacar-se la seua capacitat i enginy per improvisar versos.

## Obra
Cultivà sobretot el vers popular, mantingué amb el seu amic i també escriptor Andreu Codonyer i Monzó una llarga correspondència en vers i publicà i representà les següents obres de teatre: "Propietaris i colonos" (1876), "Un alcalde i un saurí" (1876), "El bort" (1878), "El tio sinagües" (1880), "Ahon està el lladre" (1880) i "La carrera de la dona" (1881). Va col·laborar en tirades de versos per a diverses festes religioses i escrigué diversos poemes per a l'obra col·lectiva "Tabal i dolçaina", coordinada per Constantí Llombart. En totes les seues obres taspua la ideologia liberal i, com a particularitat ben ressenyable, la preocupació per les condicions de vida i treball dels llauradors més humils, sempre en conflicte amb els interessos dels arrendataris de les terres, tal com podem veure en la seua obra més famosa, "Propietaris i colonos" o en el poema "Carta que li envía un llaurador al seu amo demanant-li que li apañe la casa".